# Frank Martin (militär)
Frank Hugo Martin, född 30 december 1885 i Stockholm, död 28 augusti 1962 i Danderyd, var en svensk militär och författare. Han var son till Hugo Martin och brorson till Fredrik Martin.
Efter mogenhetsexamen vid Norra realläroverket 1904 blev Frank Martin volontär vid Livregementets dragoner. Martin var elev vid Krigsskolan 1904-1906, avlade därefter officersexamen men misslyckades med att bli antagen till aspiranttjänstgöring vid generalstaben, något han hoppats på. I stället blev han underlöjtnant vid Livregementets dragoner, var 1907-1908 elev vid ridskolan på Strömsholm och befordrades 1909 till löjtnant av andra klass. Han var 1911-1913 åter elev vid krigshögskolan och genomgick 1914-1915 andra årets lärokurs vid Strömsholm. Ryttarutbildningen gjorde Martin till en framstående tävlingsryttare och med tiden blev han även en framstående ridsportsskribent.
Martin var 1910-1914, 1915 och 1916 adjutant i III. arméfördelningens stab, befordrades 1915 till löjtnant av första klass, fortfarande vid Livregementets dragoner och var 1915-1919 adjutant och lärare i krigsvetenskap vid ridskolan på Strömsholm. Martin var medarbetare i Svenska Dagbladet 1920-1924. 1920-1934, var han ledamot av styrelsen för Stockholms kapplöpningssällskap, 1920-1931 ledamot av Jockeyklubbens arbetsutskott och 1921-1941 ledamot av styrelsen för Svenska ridsportens centralförbund. Martin blev 1921 befordrad till ryttmästare av andra klass vid Livregementets dragoner och chef för tredje skvadronen där. 1923 var under en månad kommenderad till ridskolan i Saumur och befordrades 1924 till ryttmästare av första klass. 1982-1935 var han placerad på övergångsstat. I januari 1940 anslöt sig Martin till Svenska frivilligkåren, där han tjänstgjorde som adjutant och pressofficer. Från april till september var han chef för pressdetaljen i andra armékårens stab. Martin var 1944-1946 arvodesanställd vid försvarsstabens pressavdelning. Även efter andra världskriget fortsatte Martin att arbeta som journalist med signerade och osignerade artiklar i bland annat Expressen och Dagens Nyheter.
Martin var under andra världskriget engagerad antinazist och medlem i organisationen Tisdagsklubben.